# Dussia sanguinea
Dussia sanguinea là một loài thực vật có hoa trong họ Đậu. Loài này được Urb. & Ekman miêu tả khoa học đầu tiên.